# イムホテプ (小惑星)
イムホテプ (1813 Imhotep) は、小惑星帯の小惑星。パロマー天文台のトム・ゲーレルスとライデン天文台のファン・ハウテン夫妻が発見した。
エジプト第3王朝のジェセル王に仕えた宰相、神官であり、史上初のピラミッドといわれるサッカラの階段ピラミッドを設計した建築家、そして内科医でもあったイムホテプから命名された。